# 里韋拉峰
73°48′S 62°50′W / 73.800°S 62.833°W
里韋拉峰（英語：Rivera Peaks），是南極洲的山峰，位於帕爾默地，處於斯萬冰川和沃森峰之間，長26公里，美國地質調查局根據測量和美國海軍拍攝的空中照片繪入地圖，現時由南極條約體系管理。